# Jean-Louis Peillon
Pour les articles homonymes, voir Peillon (homonymie).
Jean-Louis Peillon, né le 20 juillet 1961 à Rive-de-Gier (Loire) est un coureur cycliste français de la fin des années 1980.

## Biographie
Dès sa première année professionnelle, il se fait remarquer en terminant deuxième de Créteil-Chaville, manquant de peu de devenir le successeur de Albert Bouvet, vainqueur de cette course qui s'appelait alors Paris-Tours en 1956.
Cette performance sera sans véritable suite. Il sera aligné en 1989 par Cyrille Guimard sur le Tour d'Italie, où il aidera son leader, Laurent Fignon, à s'imposer. 
Sa carrière prendra fin à la fin de cette saison 1989.
Aujourd'hui reconverti, Jean-Louis Peillon tient à un magasin de cycle prêt de Rive-de-Gier.

## Palmarès
- 1980
  - Grand Prix d'Yssingeaux
- 1983
  - 2e du Circuit de Saône-et-Loire
- 1985
  - Tour du Béarn
  - Trophée de la Montagne bourbonnaise
  - 2e de Paris-Évreux
  - 3e de La Pyrénéenne
  - 3e du Tour du Chablais
- 1986
  - 2e de Créteil-Chaville
  - 3e du Souvenir Émile Humbert
- 1987
  - Annemasse-Bellegarde et retour
- 1988
  - 4e étape du Tour du Lyonnais

## Résultats sur les grands tours

### Tour d'Italie
1 participation
- 1989 : 65e